# Servus Papa, See You in Hell
Servus Papa, See You in Hell ist ein deutscher Spielfilm aus dem Jahr 2022 von Christopher Roth und Jeanne Tremsal mit Jana McKinnon, Clemens Schick, Leo Altaras, Julia Hummer und Ina Paule Klink. Premiere war am 26. Juni 2022 am Filmfest München in der Sektion Neues Deutsches Kino. Kinostart in Deutschland ist der 24. November 2022.

## Handlung
Die 14-jährige Jeanne lebt seit ihrem zweiten Lebensjahr ohne Eltern in einer Kommune, denn sie wollen, dass Jeanne in einer besseren Welt aufwächst. Sie liebt den Bauernhof, die anderen Kinder und das Leben in der freien Natur. Ihre Mutter und ihr Vater wohnen getrennt in Stadt-Kommunen und kommen nur selten zu Besuch. Das ist eines der Gesetze der Kommune: Kinder wachsen ohne Eltern auf. „Denn die Kleinfamilie ist der Ursprung des Bösen“, sagt jedenfalls Otto, die oberste Instanz und der uneingeschränkte Herrscher über mehr als 600 Kommunarden. Otto sagt auch, dass Zweierbeziehungen verboten sind, deshalb haben nur Frauen ein Zimmer und die Männer müssen sich jede Nacht eine neue suchen. Jeanne kennt keine andere Welt und hinterfragt sie auch nicht, zumal sie Ottos Liebling ist.
Aber dann verliebt sich Jeanne in den 16-jährigen Jean, in den alle verliebt sind. Jeanne verspürt Eifersucht und gleichzeitig Scham, weil sie gegen das Gesetz der Kommune verstößt. Es gibt noch ein weiteres Gesetz, von dem sie bisher nichts wusste: Otto kommt nachts in ihr Zimmer und berührt sie. Jeanne flieht in die Arme von Jean und verstößt damit gegen die Regel, nach der Sex erlaubt, aber Liebe verboten ist. Sie reiten im Morgengrauen durch die Wälder und schlafen in der freien Natur miteinander. Daraufhin schickt Otto alle Jungen ab 16 in die Stadtkommunen. Ohne Jean wird die Situation auf dem Hof unerträglich, da Jeanne nachts von Otto immer öfter besucht wird. Doch die Kinder machen sich stark und rebellieren gegen die Erwachsenen und die autoritäre Herrschaft Ottos.

## Hintergrund
Der Film basiert auf einer wahren Geschichte. Das Drehbuch wurde von Christopher Roth gemeinsam mit Jeanne Tremsal geschrieben und beruht auf den Erinnerungen von Tremsal. Tremsal hat ihre Kindheit und Jugend in der Kommune von Otto Muehl im österreichischen Burgenland verbracht. In dem Film verkörpert sie ihre Mutter.

## Produktion

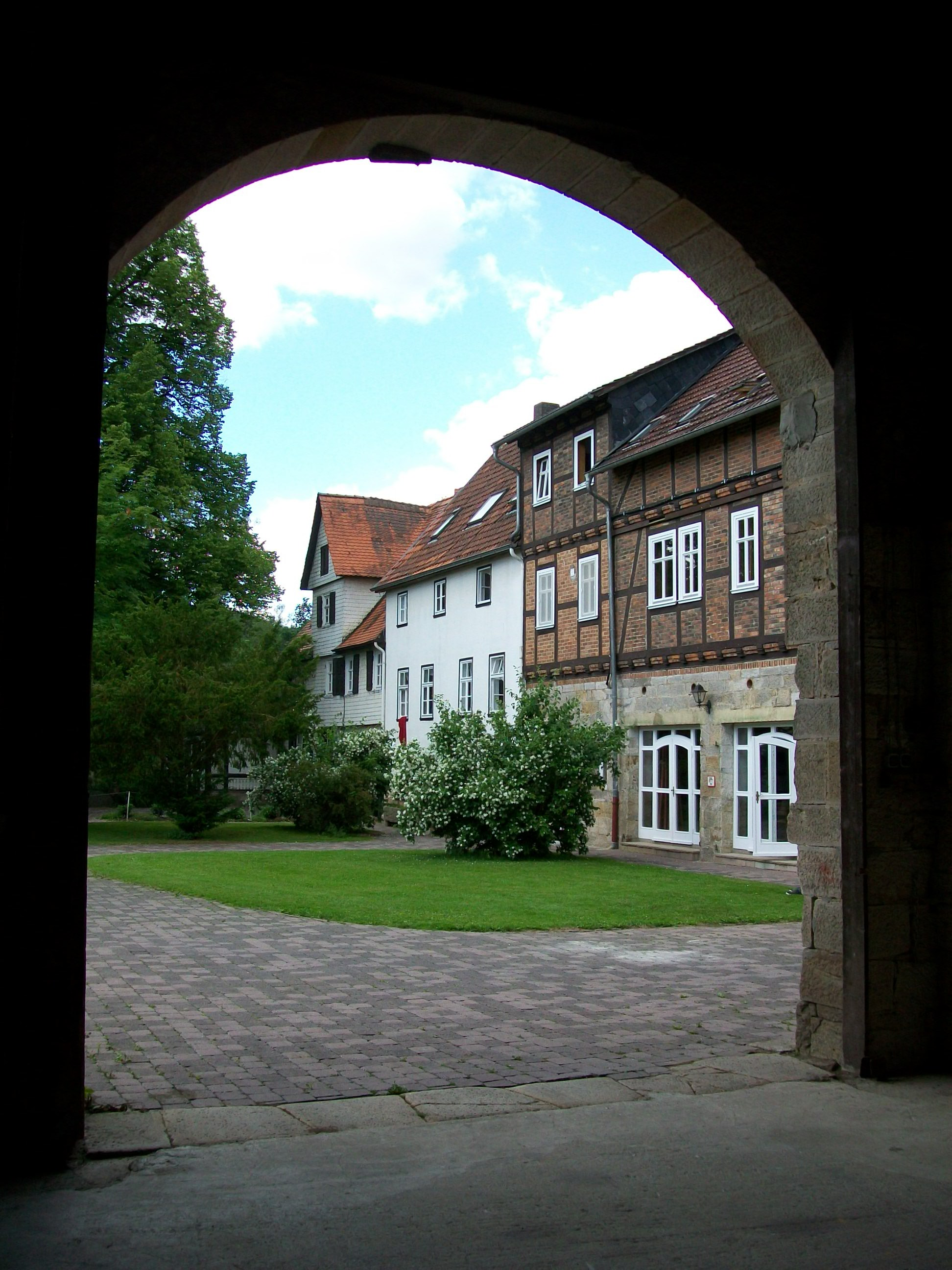
Hauptdrehort war Gut Kragenhof in Kassel

Die Dreharbeiten fanden an 22 Drehtagen vom 31. August bis 29. September 2020, aufgrund der COVID-19-Pandemie unter besonderen Bedingungen auf einer Fuldaschleife in Hessen statt. Drehorte waren unter anderem Gut Kragenhof in Kassel sowie das Kasseler Gloria-Kino.
Der Film wurde von der Arden Film GmbH von Andro Steinborn produziert und ist in Zusammenarbeit mit dem Hessischen Rundfunk (HR) und Arte entstanden. Die Produktion wurde von der Beauftragten der Bundesregierung für Kultur und Medien (BKM) unterstützt. Den Vertrieb übernahm die Port au Prince Pictures GmbH.
Die Kamera wurde von Lydia Richter geführt und Ton und Sound-Design lagen in der Verantwortung von Tobias Boehm und Andre Bendocchi-Alves. Für das Casting war Natasche Zimmermann verantwortlich. Das Szenenbild wurde von Michael Schindelmaier gestaltet, mit Kostüm war Nicole Fischnaller beauftragt und für das Maskenbild war Anna Jüngling zuständig.
Die Musik stammt von Cosimo Flohr und der Soundtrack ist unter anderem mit Cat Power, Cassius, Emily Loizeau, Bat for Lashes, Kreisky und Falco.
Regie führte Christopher Roth, der 2002 mit seinem Kinofilm Baader auf der Berlinale mit dem Silbernen Bären/Preis der Jury ausgezeichnet wurde.

## Zitate
„»Die Jeanne im Film ist mutiger, als ich es war«, sagt Tremsal. »Ich habe so sehr gelitten, wenn mein Cousin, meine Eltern oder andere Menschen, die mir wichtig waren, von Otto vor allen anderen erniedrigt wurden. Aber ich habe es nie geschafft, mich zu wehren.«“

## Rezeption
Peter Gutting vergab auf film-rezensionen.de acht von zehn Punkten und bezeichnete den Film als „kraftvolle Inszenierung, schillernd zwischen Happening, Gruppenterror und dem Aufstand der Kinder“. Christopher Roth und Jeanne Tremsal würden die Zerfallsphase der Mühl-Kommune dämonisch, aber auch voll jugendlicher Unschuld auf die Leinwand bringen.
„Der Nachname »Mühl« wird nie genannt, es geht nicht um eine genaue und spezifische Aufarbeitung, sondern um eine Auseinandersetzung mit Ideen, Missbrauch, innerer Gewalt ohne äußerliche Brutalität.“
„Vielmehr handelt es sich um eine abgründige Sehnsuchts-Geschichte, die zwingend, spannend und mit Stilbewusstsein erzählt ist und auch den Sinn für die Verluste der Zivilisation wach hält. Nicht zuletzt glänzt der Film durch gute Musik und zum Teil ausgezeichnete Darstellerleistungen.“
Frank Arnold bewertete den Film auf epd-film.de mit vier von fünf Sternen. Der Film funktioniere durchaus als Lehrstück über Macht und Machtmissbrauch im Namen der Freiheit und zeige, wie sich alternative Ideale in autoritäre Strukturen verwandeln können.
Der Film erzählt von der Befreiung aus einer Welt, die auf einer Insel zu sein scheint und deren trügerische Welt ein Wärme-, Freiheits- und Gemeinschaftsgefühl vortäuscht.

## Auszeichnungen und Nominierungen
Filmfest München 2022
- Nominierung für den Förderpreis Neues Deutsches Kino in der Kategorie Regie (Christopher Roth)[11]
- Nominierung für den Förderpreis Neues Deutsches Kino in der Kategorie Drehbuch (Jeanne Tremsal, Christopher Roth)[11]
- Nominierung für den Förderpreis Neues Deutsches Kino in der Kategorie Schauspiel (Leo Altaras, Ina Paule Klink)[11]

Hessischer Film- und Kinopreis 2022
- Nominierung in der Kategorie Bester Spielfilm[12][13]

Tallinn Black Nights Film Festival 2022
- Auszeichnung in der Official Selection Competition für Best Production Design, Michael Schindlmeier[14]

Deutscher Filmpreis 2023
- Nominierung in der Kategorie Beste männliche Nebenrolle (Clemens Schick)[15]

## Festivals (Auswahl)
- Tallinn Black Nights Film Festival (PÖFF), 2022
- Kinofest Lünen, 2022
- exground filmfest 35, 2022
- Anderewelt Festival in Kassel Willhelmshöhe, 2024